# Grafton (Dacota do Norte)
Grafton é uma cidade localizada no estado norte-americano de Dacota do Norte, no Condado de Walsh.

## Demografia
Segundo o censo norte-americano de 2000, a sua população era de 4516 habitantes.
Em 2006, foi estimada uma população de 4163, um decréscimo de 353 (-7.8%).

## Geografia
De acordo com o United States Census Bureau tem uma área de
8,9 km², dos quais 8,9 km² cobertos por terra e 0,0 km² cobertos por água. Grafton localiza-se a aproximadamente 253 m acima do nível do mar.

## Localidades na vizinhança
O diagrama seguinte representa as localidades num raio de 24 km ao redor de Grafton.